# Ranunculus sikkimensis
Ranunculus sikkimensis är en ranunkelväxtart som beskrevs av Hand.-mazz.. Ranunculus sikkimensis ingår i släktet ranunkler, och familjen ranunkelväxter. Inga underarter finns listade i Catalogue of Life.